# Çavuş
Çavuş (dal turco: çavuş, "messaggero") era un titolo ottomano utilizzato per due distinte categorie di soldati, entrambi impiegati come messaggeri anche se differivano gerarchicamente. Tra i giannizzeri e gli Spahi era un grado inferiore ad agha. Il termine indicava i soldati delle truppe specializzate dei çavuşān (anche çavuşiyye, çavuş(an)-i divan(i) costituite da reparti misti di cavalleria e fanteria che erano al servizio del Consiglio Imperiale come nell'Egitto ottomano. I capi dei çavuş del consiglio erano chiamati çavuşbaşı (o başçavuş). Il çavuşbaşı era l'assistente o il vice del Gran visir per le questioni che riguardavano la sicurezza, accompagnava gli ambasciatori che si recavano in visita dal Gran Visir e inoltre esaminava per primo le petizioni presentate al Consiglio e presiedeva le riunioni del consiglio in assenza del Gran visir.
Il titolo ha origine tra gli uiguri ed indicava gli ambasciatori del Kaghanato uiguro e venne poi usato dai Selgiuchidi per indicare i messaggeri imperiali bizantini e da persiani e arabi per indicare i vari assistenti di corte.
La parola ha dato origine a cognomi, come Çavuş (turco), Çavuşoğlu (Turco), Čaušević (Serbo-Croato), Čaušić (Serbo-Croato), Baščaušević (Serbo-Croato) Çaushaj (albanese), Ceauşescu (romeno) e altri. Çavuş è anche nella radice del nome di alcune località, come Çavuş, Çavuşlu, Çavuşlar, Çavuşköy e Çavuşbayırı in Turchia, Čauševac in Bosnia, Čauševići in Bosnia e Serbia, Čaušev Do, Čauševina e Čaušlije in Bosnia, Čaušlija in Macedonia), Çaushi, e altri. In passato nell'ex Jugoslavia, la parola čauš talvolta indicava il wedding planner.

## Gradi di sottifficiali graduati e truppa dell'Esercito ottomano
| Grado   | Sottufficiali | Sottufficiali | graduati e truppa | graduati e truppa |
| ------- | ------------- | ------------- | ----------------- | ----------------- |
| Turchia | Başçavuş      | Çavuş         | Onbaşı            | Nefer             |

Çavuşbaşı famosi furono:
- Daut Bey, al servizio del Sultano Bayezid II (1481–1512)[9]
- Kuyumcu Süleyman Agha, al servizio del Gran Visir İpşiri Mustafa Pascià (1653–54)[10]
- Mehmed Raşid, al servizio del Sultano Mahmud II (1808–1839)[11]
- Mustafa Agha
- Ahmed Agha
- Selim Pasha
- Zulfiqar Agha
- Mohammed Haji-Ajvazade
- Abdul Kerim Izet

## Uso moderno
Nelle attuali forze armate turche il grado di Çavuş è omologo al sergente, superiore a Onbaşı (Caporale) e inferiore a Üstçavuş (sergente maggiore), mentre Başçavuş è il grado più alto tra i sottufficiali.
| Turchia | Astsubay Bıdemli Başçavuş | Astsubay Başçavuş | Astsubay Kıdemli Üstçavuş | Astsubay Üstçavuş | Astsubay Kıdemli Çavuş | Astsubay Çavuş | Uzman Çavuş | Çavuş |

| Turchia | Astsubay Kıdemli Başçavuş | Astsubay Başçavuş | Astsubay Kıdemli Üstçavuş | Astsubay Üstçavuş | Astsubay Kıdemli Çavuş | Astsubay Çavuş | Kadelemi Uzman Çavuş | Uzman Çavuş | Çavuş |

| Turchia | Astsubay Bıdemli Başçavuş | Astsubay Başçavuş | Astsubay Kıdemli Üstçavuş | Astsubay Üstçavuş | Astsubay Kıdemli Çavuş | Astsubay Çavuş | Uzman Çavuş |

## Egitto
Nell'Egitto ottomano la denominazione del grado era Jawish (arabo: شاويش) calco linguistico dall'ottomano çavuş ) e tale denominazione è rimasta in vigore anche all'epoca dell'Egitto dei Chedivè e durante il  Protettorato britannico sull'Egitto. Dopo dopo l'indipendenza dell'Egitto del 1922 la denominazione del grado venne cambiata con Rāqīb (arabo: شاوي) omologo del sergente delle forze armate italiane.
Il grado era superiore a 'Uwnmbashi (أونباشي)  omologo del caporale degli eserciti occidentali e inferiore al grado di bashjawish (arabo: باشجاويش) omologo al sergente maggiore dell'Esercito Italiano. L'Uwnmbashi assisteva lo Jawish nelle questioni militari e amministrative.
| Sergenti e graduati             | Sergenti e graduati      | Sergenti e graduati            | Truppa                   |
| Sergente maggiore               | Sergente                 | Caporale                       | Soldato                  |
| in arabo باشجاويش‎? (Bashjawish) | in arabo شاويش‎? (Jawish) | in arabo أونباشي‎? ('Uwnmbashi) | in arabo عسكري‎? (Askari) |
| ------------------------------- | ------------------------ | ------------------------------ | ------------------------ |